# NGC 2933
NGC 2933 is een spiraalvormig sterrenstelsel in het sterrenbeeld Leeuw. Het hemelobject werd op 1 april 1864 ontdekt door de Duitse astronoom Albert Marth.

## Synoniemen
- UGC 5132
- MCG 3-25-8
- ZWG 92.15
- VV 808
- PGC 27436